# Santuario di Santa Maria del Canneto (Gallipoli)
Il santuario di Santa Maria del Canneto è una chiesa barocca di Gallipoli situata nei pressi del ponte che collega la città vecchia, posta sull'isola, al borgo. Affacciata sullo specchio d'acqua del Seno del Canneto, l'antico porto della città, fu costruita nell'ultima metà del Seicento su un preesistente edificio sacro del 1504 dedicato a San Giovanni e appartenuto ai Cavalieri Teutonici. La prima costruzione della chiesa risale tuttavia ai secoli XIII e XIV e fu distrutta nel 1502 a seguito dell'assedio dei Francesi. Nel 1915 venne elevata a parrocchia.
La dedica a Santa Maria del Canneto si ricollega, secondo la tradizione, a un miracolo a cui assistettero alcuni pescatori gallipolini che, nel bel mezzo di un incendio nei pressi del porto, recuperarono dalle fiamme un'icona della Madonna perfettamente intatta.

## Architettura
L'accesso alla chiesa avviene attraverso un portico, con tre arcate frontali e due laterali a tutto sesto, sormontato da un alto frontone su cui è posizionata l'effigie della titolare. 
L'interno, realizzato in conci di carparo lasciati a vista, è ripartito in tre navate. Il pregevole soffitto ligneo a cassettoni presenta al centro l'icona della Vergine rifinita con dorature, mentre un grande arco, lavorato con motivi floreali, introduce al presbiterio. Un tempo le navate laterali erano impreziosite da due altari lignei per lato, oggi irrimediabilmente scomparsi. Sulla parete di fondo, alle spalle dell'altare maggiore, troneggia l'antica effigie della Madonna del Canneto. Di particolare rilievo artistico sono l'organo settecentesco, la tela raffigurante Santa Cristina attribuita a Giovanni Andrea Coppola, le tele di Santa Lucia, di Sant'Omobono e dei santi Vito e Nicola e la statua di San Nicola del XVI secolo proveniente dalla distrutta chiesa del porto.